# La terraza
La Terraza es una película en blanco y negro de Argentina dirigida por Leopoldo Torre Nilsson sobre su propio guion escrito en colaboración con Beatriz Guido, Ricardo Luna y Ricardo Becher según un argumento de Beatriz Guido que se estrenó el 17 de setiembre de 1963 y que tuvo como protagonistas a Graciela Borges, Leonardo Favio, Héctor Pellegrini y Marcela López Rey.
La película formó parte de la competición oficial del Festival de Cine de Berlín.

## Sinopsis
Un grupo de adolescentes de clase adinerada expresan su rebeldía en una terraza de un edificio en Recoleta, en cuya terraza hay una pileta de natación. Los jóvenes deciden tomar ese espacio porque están aburridos y no saben qué hacer, además de lo que suelen hacer (jugar, hacer bromas pesadas, beber, seducir, fumar, andar en auto, maltratar). 
Llegan a la terraza para tener una fiesta: unos son estudiantes de Derecho, y se encuentran con dos chicas tomando sol y calentando su apatía. Todos beben, bailan, tocan instrumentos, se acarician, se besan, se engañan, juegan y nadan.
Mientras tanto está Belita, la nieta del portero del edificio, y su amigo de la calle, que trabaja para un teatro de revista. Belita es la sirvienta tácita de todo el edificio y su amiguito que, por casualidad se queda dormido en la terraza, se convertirá en el payaso que los jóvenes necesitan para llenar de risas algunos momentos de su estadía allí arriba.

## Reparto
- Graciela Borges
- Leonardo Favio
- Belita
- Héctor Pellegrini
- Marcela López Rey
- Dora Baret
- Pedro Laxalt
- Mirtha Dabner
- Walmo
- Fernando Vegal
- María Esther Duckse
- Norberto Suárez
- Enrique Liporace
- Susana Brunetti
- Sergio Corona

## Comentarios
Alberto Oliva dijo en El País opinó:

”Una desilusión más… entre lo menos logrado de Torre Nilsson….La trama se disuelve en una contraposición de clases sociales que prefiere la generalidad apresurada a las psicologías personales… los personajes no existen.”

revista Primera Plana dijo en su crítica:

”Detrás de un filtro de oscuro… una nueva vuelta de tuerca para desenmascar la hipocresía de los grandes burgueses argentinos y para sacar a flote la crueldad que yace en los actos de cada adolescente… Impecable austeridad no exenta de golpes bajos.”

La Nación escribió del filme:

”Es, en parte, la historia consabida… Manifiesta inautenticidad. Hay una descripción desacertada de los ambientes y personajes que se pretenden reflejar; los diálogos adolecen de una afectación marcadísima y el clima dista mucho de traducir la realidad correspondiente al medio social abordado.”